# 塩草
塩草（しおくさ）は、大阪府大阪市浪速区の町名。現行行政地名は塩草一丁目から塩草三丁目。

## 地理
浪速区の西部に位置し、東に元町、西に芦原、南に浪速東と浪速西、北東に湊町、北に稲荷、北西に桜川と接している。

## 歴史
もとは西成郡難波村・木津村の各一部。1897年（明治30年）に大阪市へ編入され南区に所属。1900年（明治33年）に大字難波の一部から難波塩草町が成立した。1925年（大正14年）に新設された浪速区へ転属となり、同時に「難波」の冠称を廃した。1980年（昭和55年）に西神田町・小田町の各全域および東神田町・稲荷町・芦原町・浪速町東・三島町の各一部を編入して塩草1 - 3丁目に改編され、現在に至る。

## 世帯数と人口
2019年（平成31年）3月31日現在の世帯数と人口は以下の通りである。
| 丁目       | 世帯数    | 人口    |
| ---------- | --------- | ------- |
| 塩草一丁目 | 462世帯   | 749人   |
| 塩草二丁目 | 477世帯   | 746人   |
| 塩草三丁目 | 1,188世帯 | 1,589人 |
| 計         | 2,127世帯 | 3,084人 |

### 人口の変遷
国勢調査による人口の推移。
| 1995年（平成7年）  | 2,368人 | [ 5 ] |  |
| 2000年（平成12年） | 2,399人 | [ 6 ] |  |
| 2005年（平成17年） | 2,081人 | [ 7 ] |  |
| 2010年（平成22年） | 2,497人 | [ 8 ] |  |
| 2015年（平成27年） | 2,896人 | [ 9 ] |  |

### 世帯数の変遷
国勢調査による世帯数の推移。
| 1995年（平成7年）  | 1,151世帯 | [ 5 ] |  |
| 2000年（平成12年） | 1,267世帯 | [ 6 ] |  |
| 2005年（平成17年） | 1,153世帯 | [ 7 ] |  |
| 2010年（平成22年） | 1,630世帯 | [ 8 ] |  |
| 2015年（平成27年） | 1,765世帯 | [ 9 ] |  |

## 事業所
2016年（平成28年）現在の経済センサス調査による事業所数と従業員数は以下の通りである。
| 丁目       | 事業所数  | 従業員数 |
| ---------- | --------- | -------- |
| 塩草一丁目 | 19事業所  | 99人     |
| 塩草二丁目 | 36事業所  | 404人    |
| 塩草三丁目 | 78事業所  | 863人    |
| 計         | 133事業所 | 1,366人  |

## 交通
- 大阪府道41号大阪伊丹線
- 大浪通
- あみだ池筋

## 施設
- 大阪市立難波中学校
- 大阪市立塩草立葉小学校
- 大阪市環境事業センター 中部環境事業センター出張所
- 浪速公園
- ライフ 塩草店
- マックスバリュ 塩草店

## その他

### 日本郵便
- 〒556-0024[3]（集配局：浪速郵便局[11]）